# Non c'è più musica
Non c'è più musica è un singolo del rapper italiano Mr. Rain, pubblicato il 15 gennaio 2021 come terzo estratto dal terzo album in studio Petrichor.

## Tracce
Testi e musiche di Mr. Rain.
1. Non c'è più musica (feat. Birdy) – 3:30

## Classifiche
| Classifica (2021) | Posizione massima |
| ----------------- | ----------------- |
| Italia            | 71                |